# Biar
Biar (em hindi: बिहार; romaniz.: Bihar; em bengali: বিহার; em urdu: بہار) é um estado da Índia localizado no leste do país. É o 12.º maior estado em termos de área geográfica, com 99 200 km², e o 3.º em população. Perto de 85% da população vive no campo. Cerca de 58% dos biaris têm menos de 25 anos, sendo a maior porcentagem do país. Além da fronteira com o Nepal, a norte, tem limites com os Estados de Bengala Ocidental a leste, Jarcanda a sul e Utar Pradexe a oeste. Sua capital é Patná. É uma província da Índia desde 15 de Agosto de 1947, tendo sido elevado a estado em 26 de janeiro de 1950.
Culturalmente, é uma parte do coração hindu da Índia. Biar é também o berço do primeiro presidente da Índia, Rajendra Prasad, e de alguns lendários líderes independentistas tais como swami Sahajanand Saraswati, Nitin Varma, Basawon Singh (Sinha), Anugrah Narayan Sinha, Loknayak Jayaprakash Narayan, sri Krishna Sinha e Maulana Mazharul Haque.

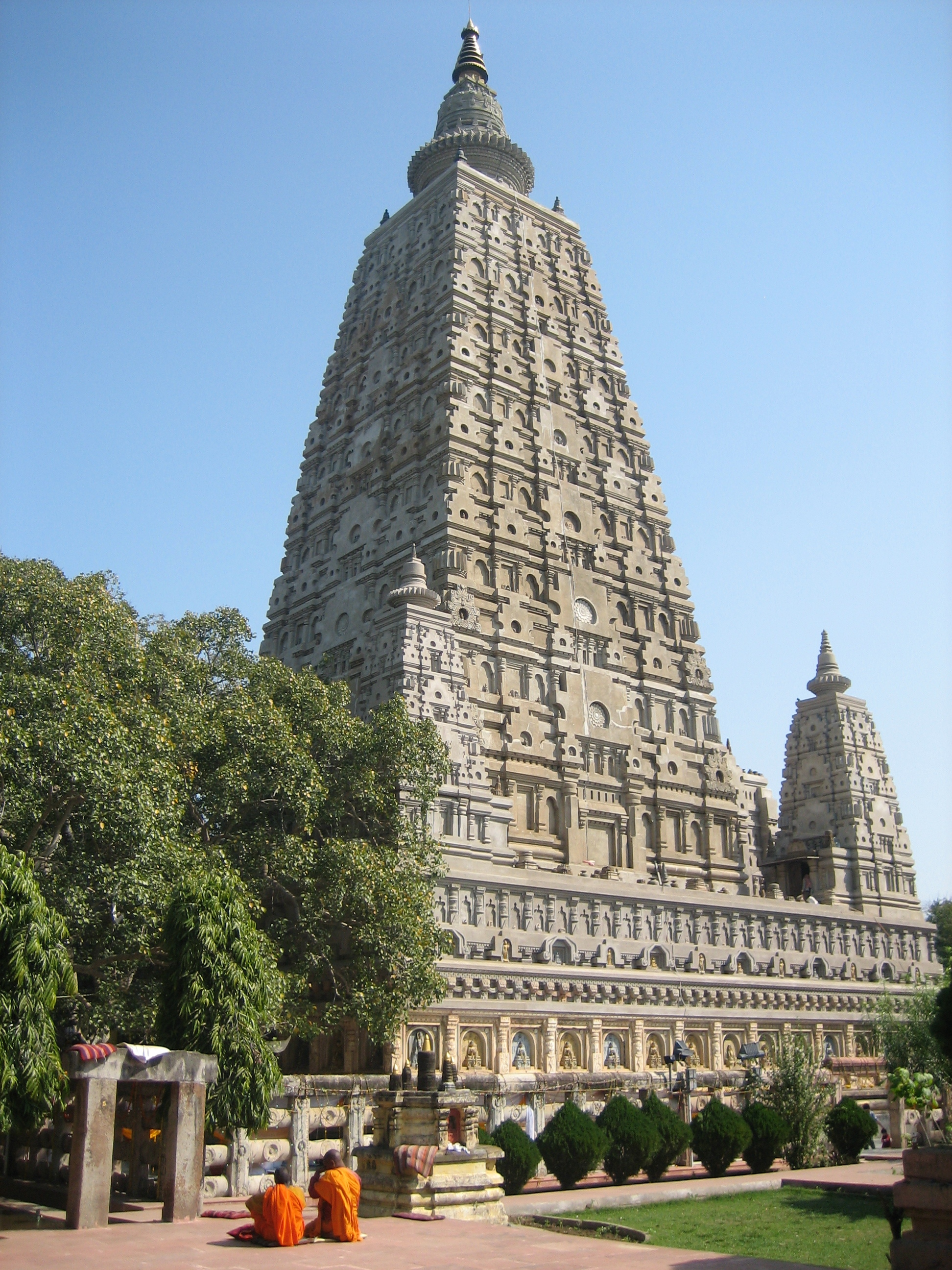
Templo Mahabodhi